# Ludovico di Capua
Ludovico di Capua (Capua, tra il 1311 e il 1314 – Roma, 1380) è stato un cardinale italiano.

## Biografia
Nacque a Capua tra il 1311 e il 1314.
Papa Urbano VI lo elevò al rango di cardinale nel concistoro del 18 settembre 1378.
Morì nel 1380, probabilmente a Roma.